# 블루핸즈
블루핸즈(Bluehands)는 현대자동차 공식 차량정비서비스, 블루멤버스 서비스 협력사이다. 1,400여 개 서비스 네트워크가 구축되어 있으며, 정비업 허가 내용에 따라 자동차종합정비업, 소형자동차정비업을 다루는 종합 블루핸즈, 자동차전문정비업을 다루는 전문 블루핸즈로 나뉜다. 종합 및 전문 블루핸즈에서는 현대자동차에 대한 보증수리, 블루점검, 포인트 적립 및 결제 등 블루멤버스 서비스를 받을 수 있다. 단, 종합 블루핸즈는 일반적인 점검, 정비 외에 판금 및 도장 작업과 엔진 수리가 가능하고, 전문 블루핸즈는 이를 제외한 점검 및 정비 작업만 가능하다.